# 보문동 (서울)
보문동(普門洞)은 서울특별시 성북구에 속한 행정동 및 법정동군의 통칭이다.

## 유래
보문동3가 168번지에 소재한 보문사의 이름에서 유래된 것이다. 1955년 이전까지 동대문구 신설동이었다가, 1955년 신설동에서 분동되어 보문동 1·2·3·4·5·6·7가가 설치되었으며, 이후 1975년 10월 1일 동대문구에서 성북구로 편입되어 성북구 보문동이 되어 현재에 이른다.

## 행정 구역
| 법정동    | 행정동 |
| --------- | ------ |
| 보문동4가 | 보문동 |
| 보문동5가 | 보문동 |
| 보문동6가 | 보문동 |
| 보문동7가 | 보문동 |
| 보문동1가 | 보문동 |
| 보문동2가 | 보문동 |
| 보문동3가 | 보문동 |

## 교육
- 대광초등학교
- 서울동신초등학교

## 교통
- ● 서울 지하철 6호선 보문역

## 아파트
| 단지명         | 건설사       | 시행사                           | 주소                             | 입주        | 비고             |
| -------------- | ------------ | -------------------------------- | -------------------------------- | ----------- | ---------------- |
| 보문 아이파크  | 현대산업개발 | 보문1구역 주택재개발정비사업조합 | 성북구 지봉로21길 19 (보문동3가) | 2003년 8월  | 보문1구역 재개발 |
| 보문 e편한세상 | 대림산업     | 보문4구역 주택재개발정비사업조합 | 성북구 낙산길 255 (보문동3가)    | 2013년 12월 | 보문4구역 재개발 |